# Arty
Pour l’article homonyme, voir Arty (épouse de Chabataka).
Arty, né Artiom Stoliarov (russe : Артём Столяро́в) le 28 septembre 1989 à Engels, est un producteur et disc jockey russe de musique électronique.

## Biographie
En 2009, Arty fait paraître sa première production à 19 ans. Son EP Vanilla Sky est publié au label Enhanced Progressive et attire l'attention d'autres disc jockeys. Son single Bliss est inclus dans la liste des chansons jouées sur A State of Trance par Armin van Buuren au début de 2010 et sa carrière commence à se dessiner lorsqu'il signe avec Above & Beyond et leur label Anjunabeats. Ils jouent ses singles Rush et The Wonder pendant leurs soirées et dans leur émission de radio Trance Around the World. En 2011, il fait paraître Zara, son troisième single au label Anjunabeats. Avant 2011, Arty composait sous le nom de Alpha 9.
En 2010, Arty apparaît à la 78e place du DJ Mag Top 100. En 2011, Arty se classe à la 25e position, mais recule de trois places 28e en 2012. Il atteint la 57e place en 2013, et la 99e en 2014. Aux International Dance Music Awards 2011, il est nommé dans la catégorie de « meilleur nouveau DJ ». Cependant, il perd face à Afrojack. En 2012, Arty est nommé deux fois aux International Dance Music Awards dans la catégorie « meilleure chanson trance » pour sa collaboration avec Paul van Dyk intitulée The Ocean, et celle avec BT et Nadia Ali intitulée This Must Be The Love.
En 2011, Arty collabore avec Mat Zo, un collègue du label Anjunabeats. Leur première production intitulée Rebound est publiée le 19 avril 2011. La chanson est élue Webvote Winner lors de l'émission Trance Around the World. Le 9 avril 2011, toujours lors du A State of Trance à Bois-le-Duc, les deux DJs jouent aux côtés de Markus Schulz, Above & Beyond, Gareth Emery, et Armin van Buuren. Depuis 2011, Arty joue à l'émission de radio Anjunabeats Worldwide. En 2013, sa chanson avec Mat Zo intitulée Rebound est, selon le label Anjunabeats, plagié par will.i.am.
Le 12 août 2015, il annonce sur son compte Twitter la venue d'un prochain album dont la sortie est prévue pour octobre 2015.
Le 27 juillet 2018, il sort, sur le label Armada, le titre Tim, en hommage à Avicii, décédé trois mois auparavant.